# Phorinia albifrons
Phorinia albifrons là một loài ruồi trong họ Tachinidae.